# Maase Nissim
Maase Nissim, auch Sefer Ma'aseh Nisim, ist ein Werk der jüdischen Literatur, das 25 um 1670 verfasste „Wundergeschichten“ des Wormser Synagogendieners Juspa Schammes (eigentlich Jiftach Joseph Juspa ben Naftali Herz, * 1604; gest. 15. Februar 1678)  enthält.
Die 25 Geschichten kompilierte Juspa Schammes aus älteren Quellen, die ihm zum Teil gedruckt, zum Teil mündlich überliefert vorlagen. Sie bedienen vor allem drei Motive: „Geschichte der Wormser Juden, allgemeine Geschichte von Worms [und] phantastische Erzählungen unterhaltender Art“. Sein Sohn, Elieser Liebermann, kopierte den Text. Ob er ihn dabei aus dem Hebräischen ins Jiddische übersetzte oder ob Juspa Schammes die Texte bereits in Jiddisch verfasste, ist unklar. Erstmals im Druck erschien die Sammlung 1696 in Amsterdam.